# Toluca Lake
Toluca Lake ist ein Distrikt im San Fernando Valley in Los Angeles, ca. 20 km nördlich der Innenstadt. Toluca Lake war früher Farmland, verzeichnet aber steigende Einwohnerzahlen und ist Prominentenwohnort.

## Geographie
Toluca Lake befindet sich im südöstlichen San Fernando Valley zwischen der Stadt Burbank und den Nachbarstadtteilen North Hollywood und Studio City sowie dem gemeindefreien Gebiet der Universal City. Es liegt zwischen den Filmstudios von Universal im Süden und Warner Bros. im Osten.
Der Stadtbezirk, in dem 16.978 Einwohner leben, hat den ZIP-Code 91602 und gehört zum Vorwahlbereich 818. Die Ortszeit ist die Pacific Standard Time und liegt acht Stunden nach der Koordinierten Weltzeit. Während der Gültigkeit der Sommerzeit beträgt der Zeitunterschied sieben Stunden. Toluca Lake gehört zum Los Angeles Unified School District.
Ursprünglich wurde Toluca Lake begrenzt durch Cahuenga Boulevard, Camarillo Street, Clybourne Avenue und den Los Angeles River. Im Jahr 1939 wurden weitere Gebiete mit einbezogen. Umgeben wird der Bezirk von den Santa Monica Mountains.

### Der See
Der etwa 2,4 ha große namensgebende Toluca Lake befindet sich am südöstlichen Rand. Das Gewässer besaß ursprünglich natürliche Quellen, doch heute sind es Pumpen, die den Wasserspiegel auf seinem Niveau halten. Der Grund des Sees ist mit einer etwa zehn Zentimeter dicken Asphaltschicht versiegelt (four inches of asphalt concrete), um das Versickern des Wassers zu verhindern. Der See gehört den Besitzern der an den See angrenzenden Grundstücke (Wohnhäuser und ein Golfclub) und wird von der Toluca Lake Property Owners Association, einer 1934 gegründeten gemeinnützigen Gesellschaft, verwaltet.

## Geschichte
1893 wurde eine Petition beim U.S. Postal Service eingebracht, um das erste Postamt des Gebiets „Toluca Post Office“ zu benennen. General Charles Forman, ein wohlhabender ortsansässiger Landbesitzer und einer der Befürworter der Eingabe, erklärte später, dass er den Namen „Toluca“ nach einem Wort der Paiute-Indianer ausgesucht hat, das „fruchtbares“ oder „schönes“ Tal bedeutet. Obwohl es Teil eines größeren Gebiets war, das traditionell nach einem Colonel gleichen Namens „Lankershim“ genannt wurde – auch die Bahnstation der Southern Pacific Railroad und auch das 1893 eröffnete Postamt gegenüber trug diesen Namen – nannte Forman seine eigene Ranch und das umgebende Land „Toluca“.
Die Entwicklung der Ortschaft hängt mit der Biographie General Formans eng zusammen. Er begann als einfacher Arbeiter und wurde später Viehzüchter und schließlich Holzunternehmer. Er gründete in den späten 1880er Jahren die Kern River Company, ein Kraftwerksunternehmen, das am Kern River Elektrizität produzierte und nach Los Angeles lieferte. Sein damaliger Besitz umfasste viel vom heutigen Toluca Lake und den westlichen Teil des alten und historischen Marschlandsees, der nun Toluca Lake genannt wird.
Die Forman Toluca Lake Ranch hatte sich zu einem florierenden Produzenten von Pfirsichen, Äpfeln und Walnüssen entwickelt. Im Jahr 1923 kauften und entwickelten Investoren das Land als „Toluca Lake Park“. Der erste Ansatz schlug fehl, aber eine neue Investorengruppe übernahm das Unternehmen und benannte es „The Toluca Lake Company“. Das Unternehmen veränderte bald den Namen in das einfachere „Toluca Lake“ und entwarf ein Stadtwappen, auf dem ein Schwan auf gewelltem Wasser ruht.
Der Name Lankershim wurde für die Stadt in Betracht gezogen. Colonel J. B. Lankershim gründete das Stadtgebiet von Toluca am östlichen Rand seines riesigen Familienbesitzes im Jahr 1888. Während der späten 1890er hatte der Stadtname Lankershim den Namen Toluca ersetzt. Um 1927 inspirierte das Lockmittel Hollywood örtliche Kaufleute, eine Kampagne anzuregen, den Gemeindenamen in North Hollywood zu ändern. Das ursprüngliche Stadtgebiet von Toluca ist nun Teil von Toluca Lake.

Das frischgetraute Ehepaar Ronald und Nancy Reagan in Toluca Lake, 1952

Die Fliegerin Amelia Earhart lebte in Toluca Lake im Valley Spring Lane, nachdem sie den extravaganten Verlagsmagnaten George Palmer Putnam 1931 geheiratet hatte. Das Gebäude im spanischen Kolonialstil, das heute noch existiert, weist einen Baum im Vorgarten auf, unter dem sie den Plan für ihren Flug um die Welt unterzeichnete. Sie siedelte sich in Toluca Lake an, weil die besten Flugzeuge der Welt in der Nähe bei der Lockheed-Fabrik in Burbank entwickelt und gebaut wurden. Entertainer Bob Hope zog Ende der 1930er Jahre nach Toluca Lake und lebte dort bis zu seinem Tod im Jahr 2003 im Alter von 100 Jahren. 1945 zogen Frank Sinatra und seine Familie in ein Haus in Toluca Lake und verbrachten ihre Wochenenden in ihrem Lone Palm Hotel in Palm Springs. Das Haus lag etwas weiter unten in der Straße, in der Earhart gelebt hatte. Ronald Reagan, ein früherer Schauspieler und der spätere 40. Präsident der Vereinigten Staaten, hielt am 4. März 1952 im Haus seines Schauspielerkollegens William Holden, der auch sein Trauzeuge war, Hochzeit mit seiner zweiten Ehefrau Nancy Reagan.

## Politik
Toluca Lake wird im Stadtrat von Los Angeles durch Tom LaBonge vertreten. NBC 4 Wettervorhersager Fritz Coleman ist der Ehrenbürgermeister von Toluca Lake.
2006 mobilisierten Hauseigentümer-Gruppen von Toluca Lake gegen einen vorgeschlagenen Ausbau North Hollywoods durch NBC Universal und die Thomas Properties Group. Deren Metro Studio Projekt umfasst mehr als 93.000 m² Landfläche und würde dazu führen, dass zahlreiche Angestellte den Standort von NBC in Burbank verlassen müssten. Das Projekt beinhaltet auch eine hochauflösende und digitale Anzeigetafel, wie sie sich auch auf dem Times Square befindet. Sie würde teilweise auf Land gebaut, für das NBC Universal eine Leasingvereinbarung mit der Los Angeles County Metropolitan Transportation Authority getroffen hat.

## Wahrzeichen und markante Orte
Das 1949 gegründete Bob’s Big Boy Restaurant of Burbank ist das älteste Restaurant dieser Kette in Amerika und als kalifornischer Punkt historischen Interesses eingestuft. Es liegt knapp jenseits der Grenzen von Toluca Lake und wird daher oft versehentlich als dort gelegen bezeichnet. Toluca Lake war 1958 auch Heimat des ersten IHOP-Restaurants, obwohl es dort inzwischen keine Filiale mehr gibt.
Die örtliche katholische Kirche, Saint Charles Borromeo, wird von einigen Prominenten aufgesucht und war Gastgeber einiger Prominentenhochzeiten und Begräbnisse, einschließlich der Beerdigung von Bob Hope und Dorothy Lamour. Chorleiter Paul Salamunovich war der frühere Leiter des Los Angeles Master Chorale. Einige Eigentumswohnungen und Apartmentwohnkomplexe liegen am Riverside Drive und am Moorpark Way. Der Eigentumswohnungskomplex wurde dort am Riverside Drive 10470 im Jahr 1974 erbaut.

## Persönlichkeiten in Toluca Lake
| - Steve Abbott, Schauspieler - Julie Andrews (* 1935), Schauspielerin und Sängerin - Jonathan Antin, Haarstylist - Drake Bell (* 1986), Schauspieler und Sänger - Jack Black (* 1969), Schauspieler - Brooke Burns (* 1978), Schauspielerin - Ann Blyth (* 1928), Schauspielerin und Sängerin - Steve Carell (* 1962), Schauspieler - Peter Casey, Fernseh Schreiber - John Davis Chandler (1935–2010), Schauspieler - Bing Crosby (1903–1977), Sänger und Schauspieler - Billy Ray Cyrus (* 1961), Sänger und Schauspieler - Miley Cyrus (* 1992), Schauspielerin und Sängerin - Jennifer Darling (* 1946), Schauspielerin und Synchronsprecherin - Doris Day (1922–2019), Sängerin und Schauspielerin - Kat Dennings (* 1986), Schauspielerin - Rick Dees (* 1950), Radio-DJ - Roy E. Disney (1930–2009), Chef und Produzent - Hilary Duff (* 1987), Sängerin und Schauspielerin - Kirsten Dunst (* 1982), Schauspielerin - Zac Efron (* 1987), Schauspieler - W. C. Fields (1880–1946), Schauspieler - Larry Fine, Schauspieler - Raven-Symoné Pearman (* 1985), Sängerin, Schauspieler und Produzentin - Redd Foxx, Comedian und Schauspieler | - Andy García (* 1956), Schauspieler - Jennie Garth (* 1972), Schauspielerin - Clique Girlz, Sängerinnen (Destinee, Ariel, und Paris) - Selena Gomez (* 1992), Schauspielerin und Sängerin - Harold Greene, News-Anchorman - Andy Griffith (1926–2012), Schauspieler - Brett R. Henry, Fotograf und Schreiber - Steve Hofstetter, Comedian und Radio-Person - Vanessa Anne Hudgens (* 1988), Schauspielerin und Sängerin - Jennifer Love Hewitt (* 1979), Schauspielerin und Sängerin - William Holden (1918–1981), Schauspieler - Bob Hope (1903–2003), Schauspieler - Moe Howard (1897–1975), Schauspieler - Chris Jacobs, Schauspieler und Fernseh-Host - Joe Jonas (* 1989), Schauspieler und Sänger - Kevin Jonas (* 1987), Schauspieler und Sänger - Nick Jonas (* 1992), Schauspieler und Sänger - Wayne Knight (* 1955), Schauspieler - Erich Wolfgang Korngold (1897–1957), Komponist - George Lopez (* 1961), Schauspieler und Comedian - Demi Lovato (* 1992), Schauspielerin und Sängerin - Leonard Maltin (* 1950), Film-Kritiker - Garry Marshall (1934–2016), Chef und Produzent - Eric McCormack (* 1963), Schauspieler | - Roger Miller (1936–1992), Song-Schreiber und Sänger - Jeffrey Dean Morgan (* 1966), Schauspieler - Denny Niles (1933–2011), Schauspieler und Fernsehproduzent - Wendell Niles, Radio-Person und Schauspieler - José Offerman, Major-League-Baseball-Spieler - Markie Post (1950–2021), Schauspielerin - Jason Priestley (* 1969), Schauspieler - John Ratzenberger (* 1947), Schauspieler - Hayden Rorke (1910–1987), Schauspieler - Brenda Song (* 1988), Schauspielerin, Sängerin, Model und Produzentin - Frank Sinatra (1915–1998), Sänger und Schauspieler - Kelly Sweet, Sänger - Alan Thicke (1947–2016), Schauspieler - Ashley Tisdale (* 1985), Schauspielerin und Sängerin - Forrest Tucker (1919–1986), Schauspieler - Jim Tully, Autor - Denzel Washington (* 1954), Schauspieler - Scott Weiland (1967–2015), Sänger und Texter - Lawrence Welk (1903–1992), Band-Leader - Dawn Wells (1938–2020), Schauspielerin - Eric West (* 1982), Kameramann - Henry Winkler (* 1945), Schauspieler - Cary Woodworth, Schauspieler und Musikant - Joanne Worley, Schauspielerin und Comedian |